# Гризни оловото
Гризни оловото (на английски: Bite the Bullet) е уестърн на режисьора Ричард Брукс, който излиза на екран през 1975 година.

## Сюжет
Внимание:  Текстът по-долу разкрива сюжета на произведението (или части от него)!
Базирана на действителни събития от началото на ХХ век, историята се отнася до изтощително конно надбягване на 700 мили (1100 км) през 1906 г., с награда, при която победителят взема всичко от $ 2000 ($ 60 300 днес) и начина, по който това се отразява на живота на различните му участници.
Петнадесетте колоритни състезатели включват: двама бивши Груби ездачи на име Клейтън и Матюс, които не могат да позволят приятелство да възникне между тях, ако възнамеряват да спечелят; Мис Джоунс, дама с малко добродетели; Карбо, пънкарско дете; Мистър, стар каубой с лошо здраве; Сър Хари Норфолк, английски джентълмен, който се състезава само заради чистия спорт; и мексиканец със зъбобол, който буквално трябва да захапе куршума. Всички трябва да се състезават срещу чистокръвна порода с шампионско родословие, собственост на Паркър, богат човек, който няма намерение да загуби.
Филмът засяга темите за спортсменството, жестокостта към животните, жълтата преса, расизма, края на Стария Запад и връзките на брака и приятелството. С напредването на състезанието условията подлагат на изпитание не само издръжливостта на конете и ездачите, но и техните житейски философии и значението на победата и поражението.
Когато госпожица Джоунс помага за освобождаването на нейния кавалер, каторжник окован с железни вериги, работещ на релсова линия, те открадват конете на състезателите и се опитват да избягат. Осъдените са преследвани и ездачите си връщат конете и състезанието може да продължи. Мис Джоунс, вече освободена от злонамереното влияние на бившия си приятел, язди в провинцията.
В крайна сметка, след като всички състезатели освен трима са изхвърлени от състезанието, Клейтън и Матюс пресичат финалната линия заедно като съ-шампиони, побеждавайки чистокръвния шампион за броени минути, за да спечелят паричната награда, плюс всички странични залози, които са поставили.

## В ролите
| Актьор            | Роля             |
| ----------------- | ---------------- |
| Джийн Хекман      | Сам Клейтън      |
| Кандис Бъргън     | Мис Джоунс       |
| Джеймс Кобърн     | Люк Матюс        |
| Бен Джонсън       | Мистър           |
| Иън Банен         | Сър Хари Норфолк |
| Ян-Майкъл Винсент | Карбо            |
| Робърт Донър      | репортерът       |
| Джин Уилс         | Роузи            |
| Марио Артеага     | мексиканец       |
| Дабни Коулман     | Джак Паркър      |
| Сали Къркланд     | Хъни             |